# National LGBT Museum
O National LGBT Museum é um museu que trata sobre a história e a cultura LGBT.

## Proposta do museu
A construção do museu foi idealizada por Tim Gold, um ex-funcionário do Museu Postal Nacional e da Instituição Smithsonian, e seu marido Mitchell Gold, um fabricante de móveis. Os Golds fundaram a Velvet Foundation em 2007 para financiar e criar o novo museu.
Embora fosse originalmente proposto como um museu em Washington, DC, em 2015 o conselho de diretores decidiu procurar um local para o museu na cidade de Nova York. A meta inicial de financiamento para o museu é entre US$ 50 milhões e US$ 100 milhões.
Os objetivos do museu compreendem reconstruir silêncios históricos e oferecer novas e complexas perspectivas sobre a história LGBT.

## Situação atual do museu
A situação do museu é atualmente incerto. 
Atualmente, o Velvet Foundation apresenta uma coleção com mais de 5000 artefatos. A fundação recebeu doações espontâneas de pessoas e de instituições.
A inauguração do espaço físico estava previsto para junho de 2019, comemorando os 50 anos da Rebelião de Stonewall, mas não há registros que isso foi sucedido.